# Drepanocladus laculosus
Drepanocladus laculosus là một loài rêu trong họ Amblystegiaceae. Loài này được Müll. Hal. Broth. mô tả khoa học đầu tiên năm 1923.